# Розлад статевого збудження у жінок
Розлад сексуального збудження у жінок (англ. Female sexual arousal disorder, «FSAD») — стійка або повторювана нездатністю досягти або підтримувати сексуальне збудження до завершення статевого акту. Діагноз також може вказувати на нонконкордантну ситуації секрецію та ерекцію, яка зазвичай спостерігається під час збудження та сексуальної активності. 
Цей стан слід відрізняти від загальної втрати інтересу до сексуальної активності та інших сексуальних дисфункцій, таких як розлад оргазму (аноргазмія) і гіпоактивний розлад сексуального бажання, який характеризується нестачею або відсутністю сексуальних фантазій і бажання сексуальної активності протягом деякого періоду.

## Фактори
Фактори, що сприяють «розладу збудження у жінок» та «розладу жіночого оргазму», досліджені дуже слабко і значно менше за чоловічі, проте вже відомо, що вони складно взаємодіють на кількох рівнях: інтрапсихічному, міжособистісному та поведінковому. Відсутність чіткого зв'язку між медичними розладами та проблемою свідчать, що психологічні чинники відіграють більш значну роль. Серед них: 
- вплив досвіду дитинства;
- досвід підліткового віку;
- поточний вплив оточення на жінку і її поточні стосунки (зокрема, й на сексуальність в них);
- стрес порушує сексуальну активність, призводячи до неможливості отримувати сексуальне задоволення;
- рівень втоми;
- гендерна ідентичність та інші «статево дисфункціональні» переконання[en][3], що можуть впливати на бажання та збудження;
- серйозні психічні розлади, включаючи депресію.[1]Чотири фактори, які можуть відігравати роль у розвитку розладу:

1. Відсутність правильної інформації щодо сексуальної та соціальної взаємодії;
2. Несвідоме відчуття провини або тривоги щодо сексу;
3. Сценічне хвилювання;
4. Нездатність до відкритого діалогу з партнером(-кою).[1]

Соціальні фактори, тобто контекст життя жінки, відіграють важливу роль: 
- культурні традиції та ставлення соціуму;
- передбачуваний ризик вагітності;[4]
- якість стосунків. Велика кількість досліджень жінок у гармонійних стосунках, проблемних парах та з розладом збудження вивчала вплив міжособистісних причин на можливість оргазму. Грають роль і конкретні змінні у стосунках, і загальна задоволеність ними[5], і події, на ставлення;
- надмірне захоплення медіа у стилі порнографії призводить до негативного образу тіла[en], самосвідомості[en] та зниження самооцінки.[6]

Фізичне здоров'я: 
Дисфункції, пов'язані з фізичними факторами, коливаються від 30% до 80%. 
- неврологічні та розлади кровообігу, безпосередньо пов'язані з чоловічою еректильною дисфункцією, імовірно, викликатимуть і жіночу, хоча вплив цей не такий ясний[7];
- у жінок з цукровим діабетом може бути порушення фази збудження;
- сексуальна поведінка залежить від гормонального стану: гормони яєчників модерують сексуальне бажання;
- деякі ліки, зокрема, СІЗЗС, можуть спричиняти сексуальну дисфункцію у жінок, а у випадку «СІЗЗС» та «ІЗЗСН» ці дисфункції можуть стати постійними після закінчення лікування[1];
- пілотна нейровізуалізація чотирьох жінок з розладом збудження показала меншу активацію їх мозку, включаючи дуже незначну активацію в мигдалині. Зате вони мали підвищену активацію в скроневих областях, на відміну від жінок без сексуальних труднощів, у яких вони дезактивувалися.

## Лікування
Управління з продовольства і медикаментів США схвалює флібансерин і бремеланотид для лікування низького лібідо у жінок.
Попри те, що діагностика сексуальної дисфункції у жінок наразі є спірною, останніми роками стало поширенішим використання препаратів на основі тестостерону не за призначенням для лікування розладу.
Одне з критичних зауважень діагнозу в тому, що «суттєві переваги експериментальних препаратів для сексуальних проблем у жінок є сумнівними, а фінансові конфлікти інтересів експертів, які схвалюють уявлення про дуже поширений медичний стан, значні».

## Критика
Однією з проблем поточного визначення в «DSM-IV» є те, що суб'єктивне збудження не включено. Часто немає ніякої кореляції між суб'єктивним і фізіологічним збудженням жінки. Зважаючи на це, нещодавно «розлад статевого збудження у жінок» було розділено на підтипи:
1. Розлад збудження геніталій;
2. Суб'єктивний розлад сексуального збудження;
3. Комбінований розлад геніталій і суб'єктивного збудження.

Третій підтип є найбільш поширеним у клінічних умовах.